# ميراندا ياب
ميراندا ياب (بالإنجليزية: Miranda Yap)‏ (من مواليد أغسطس 1948 - وتُوفيت في 14 أكتوبر 2015) هي أستاذة في قسم الهندسة الكيميائية والهندسة الكيميائية الحيوية بجامعة سنغافورة الوطنية، والمدير التنفيذي لمعهد تكنولوجيا المعالجة الحيوية في وكالة العلوم والتكنولوجيا والبحوث في سنغافورة (A * STAR).

## تعليمها
حصلت ياب على درجة الدكتوراه في الفلسفة في الهندسة الكيميائية في جامعة تورنتو في عام 1979؛ كما حصلت سابقاً على درجة أساسية في الكيمياء التطبيقية من جامعة سنغافور، المعروفة الآن باسم جامعة سنغافورة الوطنية، ودرجة الماجستير في الهندسة الكيميائية الحيوية من كلية لندن الجامعية في عام 1973 .

## حياتها المهنية
عادت ياب إلى سنغافورة في عام 1982 للانضمام إلى جامعة سنغافورة الوطنية. وساعدت من خلال منحة حكومية في إنشاء وحدة تكنولوجيا المعالجة الحيوية (BTU) في عام 1990، والتي أُعيد تسميتها لاحقًا باسم مركز تكنولوجيا المعالجة الحيوية (BTC) في عام 1995 كمركز أبحاث وطني لتكنولوجيا المعالجة الحيوية مع تعيين ياب كمديرة للمركز. تم تغيير اسم المركز في عام 2003 ليصبح معهد تكنولوجيا المعالجة الحيوية (BTI) وتم نقله إلى مركز أبحاث بيوبوليس الجديد في سنغافورة. كما أسست ياب منظمتين، هما مركز أبحاث المنتجات الطبيعية (ويطلق عليه الآن اسم مركز ميريليون للمستحضرات الدوائية) ومركز تكنولوجيا التصنيع الحيوي (الذي يسمى الآن بيو فارما - A-Bio Pharma). نشرت ياب خلال حياتها المهنية 58 ورقة في المجلات العلمية.
وفي فبراير 2006، تم تعيين ياب كمساعدة أجنبية فيلأكاديمية الوطنية للهندسة بالولايات المتحدة الأمريكية. وأشارت حملتها الانتخابية إلى «إنجازاتها البارزة في مجال التعليم والبحث والإدارة في مجال الخلايا الجزعية». تعتبر ياب العالمة الوحيدة في العالم والثانية في سنغافورة التي يتم انتخابها لرئاسة الأكاديمية. حصلت ياب على وسام العلوم والتكنولوجيا للرئيس في عام 2009، لتصبح أول امرأة تفوز بأكبر جائزة علمية في سنغافورة.
تم تعيين ياب مديرة تنفيذية لأكاديمية A * STAR للدراسات العليا في نوفمبر 2006، مع التركيز على إدارة المواهب والتنمية بالشراكة مع كلية لندن الإمبراطورية.
كانت ياب مُحاضرة أيضًا في الدورة المتقدمة في تقنية الخلايا في جامعة مينيسوتا، والتي تصفها بأنها:
البروفيسور ميراندا ياب هي المدير المؤسس لمعهد تكنولوجيا المعالجة الحيوية BTI، وهي المؤسسة المحورية في تطوير أبحاث سنغافورة في مجال المعالجة الحيوية ولعبت دوراً حاسماً في نجاح سنغافورة في توسيع صناعة الصناعات البيولوجية. كما كان لها دور فعال في نمو معهد تكنولوجيا المعالجة الحيوية BTI، حيث تحول المعهد من وحدة تكنولوجيا المعالجة الحيوية في جامعة سنغافورة الوطنية إلى مؤسسة دولية معروفة اليوم. لقد درّبت ياب العديد من طلاب الدكتوراه والماجستير في العديد من مجالات التكنولوجيا الحيوية ومجال تكنولوجيا زراعة الخلايا، كما امتد عملها من العمل المبكر في علم وظائف الأعضاء الخلوية إلى التحليلات الحديثة والتحليل البروتيني للهندسة الخلوية.

## حياتها الشخصية
تزوجت ياب من الدكتور ياب كيان تيونج وتوفيت في سنغافورة في 14 أكتوبر 2015 بعد خمس سنوات من معاناتها من تمدد الأوعية الدموية.